# Nilanga
Nilanga è una città dell'India di 31.660 abitanti, situata nel distretto di Latur, nello stato federato del Maharashtra. In base al numero di abitanti la città rientra nella classe III (da 20.000 a 49.999 persone).

## Geografia fisica
La città è situata a 18° 6' 0 N e 76° 46' 0 E e ha un'altitudine di 582 m s.l.m..

## Società

### Evoluzione demografica
Al censimento del 2001 la popolazione di Nilanga assommava a 31.660 persone, delle quali 16.472 maschi e 15.188 femmine. I bambini di età inferiore o uguale ai sei anni assommavano a 4.717, dei quali 2.469 maschi e 2.248 femmine. Infine, coloro che erano in grado di saper almeno leggere e scrivere erano 20.854, dei quali 12.141 maschi e 8.713 femmine.